# 大气逃逸
大气逃逸（英語：atmospheric escape）是天体（行星和卫星）的大气层向外太空流失气体的过程，可分为热逃逸、非热逃逸（也称超热逃逸）和撞击侵蚀三大类，具体哪种机制是最重要的大气逃逸形态取决于天体本身的引力和逃逸速度、大气化学成分和距离主星（恒星）的距离。大气逃逸发生的前提是气体的分子动能超过了引力势能，即气体的分子运动速度超过了逃逸速度。在天体生物学方面，研究并测量系外行星的大气逃逸率对判断其是否长期拥有大气层十分必要，有助于研究其行星适居性和存在生命的可能性。

## 热逃逸

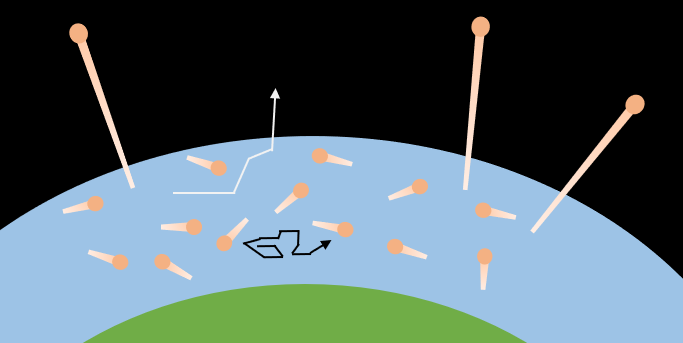
金斯逃逸的图示：在散逸层之上，分子只要有足够动能就可以逃逸；但在其之下的大气层，分子可能会因为撞击其它分子而丧失动能无法逃逸

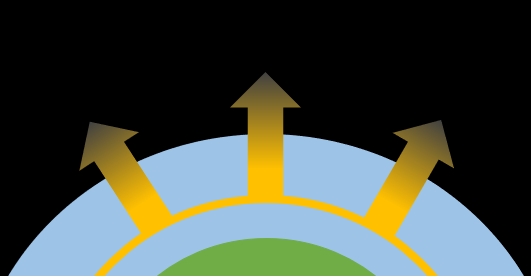
流体逃逸的图示：在大气层的一定高度，成量的气体在被加热后开始膨胀并获得分子加速得以逃逸，其中比重较高的分子虽然自身较慢但也可因被比重轻的高速分子的流体牵引而成功逃逸

热逃逸（thermal escape）指气体因收到热能影响而增加导致其分子动能超过引力势能，在小到单个分子（金斯逃逸）、大到整区域的气体（流体逃逸）的任何尺度都能发生。

### 金斯逃逸
一个经典的热逃逸机制是“金斯逃逸”（Jeans escape），因英国天文学家詹姆士·金斯（Sir James Hopwood Jeans，1877～1946）最早描述而得名。定量气体的平均分子运动速度可以由其温度来测量，但单个分子会因为与其它分子碰撞而获得或丧失速度。这些分子动能的波动可通过麦克斯韦-玻尔兹曼分布展现，动能（{\displaystyle E_{kin}}）、质量（{\displaystyle m}）和速率（{\displaystyle v}）之间的关系为{\displaystyle E_{\mathit {kin}}={\frac {1}{2}}mv^{2}}，分布长尾一侧的少数分子可以达到逃逸速度并脱离大气层（前提是过程中没有因为碰撞再次丧失动能）。这种逃逸现象主要发生在地球大气层最上层的散逸层（后者因而得名），这里气体分子的平均自由程与大气标高的长度相似。能够成功逃逸的气体分子数量取决于逃逸层底层的分子浓度，后者取决于来自下方增温层的扩散。
金斯逃逸在整体大气逃逸中的相对重要性主要受三个因素影响：气体分子量、行星的逃逸速度、以及母星赋予大气层上层的热辐射。在同等温度下，较重的分子很难逃逸——这也是为什么氢气和氦气会很容易就从地球大气层中逃逸走，但二氧化碳则不会。其次，较大质量的行星也因此引力更大，逃逸所需的速度也更高，意味着更少的气体分子可以成功逃逸——这也是为什么气态巨行星可以束缚住大量氢气，但类地行星则不能。最后，行星距离恒星的距离很重要，因为离恒星越近获取的辐射强度就越高，大气层的温度也因此更热，大气逃逸率也更高；反之距离恒星很远的行星则因为行星表面温度低而不太可能出现逃逸，其中在霜线以外的行星上气体甚至会液化（凝结）或直接固化（凝华）完全丧失挥发性和轻易逃逸的可能。

### 流体逃逸
除了金斯逃逸外，高温高压的大气层中还会发生流体逃逸（hydrodynamic escape）。在这种情况下，大气层会吸收大量热能（通常通过极紫外辐射），使得整个区域内的气体都在加热过程中膨胀并产生猛烈的上升气流，其中达到逃逸速度的轻分子会通过流体动力学牵引一些较重的分子一起实现逃逸。流体逃逸在距离主星近的系外行星上曾被观察到，比如热木星HD 209458 b；其中一些甚至被这种“烘烤”逃逸完全耗光了大气层成为冥府行星，比如TOI-849 b。

## 非热逃逸
非热逃逸（non-thermal escape）也称超热逃逸（suprathermal escape）指并不是因为热能传递而造成的大气逃逸，大部分是因为光化反应或与带电粒子（粒子和等离子）的互动。

### 光化逃逸
在大气层上层，高能紫外线可以随时直接和气体分子发生互动，通过光分解作用将分子拆成更小的原子成分并使其更容易从大气层逃逸。同时，与光子碰撞造成的光致游离还会生产带电粒子，后者要么被行星的磁层束缚，要么通过离解复合获得逃逸的机会。

### 溅射逃逸
太阳风中带来的粒子动能可以赋予气体分子足以逃逸的能量，就如同物理气相沉积中的溅镀一般，因此称作“溅射逃逸”（sputtering escape）。这种现象在没有行星磁层的条件下更为明显，因为磁场会偏转太阳风的离子流。

### 电荷交换逃逸

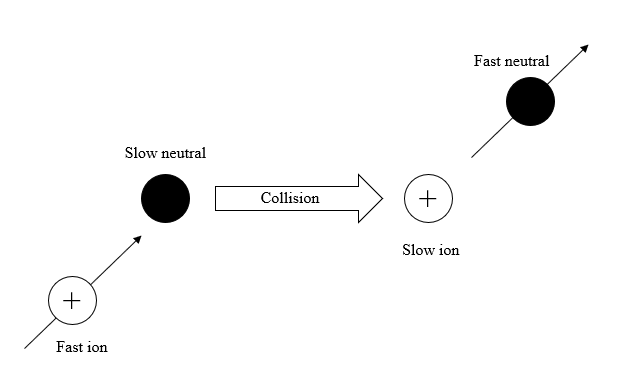
在带电粒子发生碰撞时，高速离子会从慢速中性粒子中获取电子成为一个新的高速粒子并成功逃逸，而失去电子的慢速离子则会被磁场束缚

太阳风和行星磁层中的带电粒子可以与大气层上层的其它分子互换电荷。高速离子在与低速中性分子碰撞中可以获取电子，形成一个新的高速中性分子和一个新的低速离子，后者会被磁层束缚，但前者则有机会逃逸大气。

### 极风逃逸
极地区域因为处于测层两极，场线处于开放状态，使得带电粒子可以不受束缚（甚至被磁场加速）散入外太空。极地的等离子喷泉（极风）是电离层的带电粒子出现大气逃逸的主要途径，因此也称极风逃逸（polar wind escape）。

## 撞击侵蚀

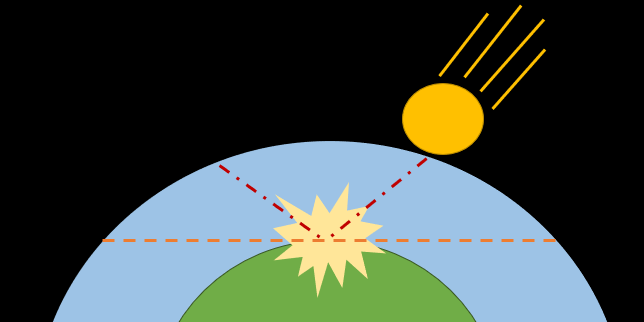
撞击侵蚀造成的大气逃逸集中在以撞击地点为中心的一个圆锥形区域（红色虚线）。圆锥的夹角随着撞击能量增加并会导致切平面（橙色虚线）以上的大气最大程度的被喷出

撞击侵蚀（impact erosion）指大气层因撞击事件而造成的气体损失。如果撞击物的动能够大（流星体的质量或速度的较高），其造成的能量传递可以使得冲击溅起的喷射物（包括大气）的分子速度达到逃逸速度。
如果要造成显著的大气逃逸，撞击天体的半径必须大于大气标高。撞击事件赋予逃逸气体动量的方式有三种：
1. 流星体在进入大气层时与空气的摩擦和绝热过程会使得周围大气分子受热加速；
2. 与地表发生撞击时溅起的喷射物会将气体加热加速；
3. 撞击或空爆时产生的高压冲击波会直接驱动空气远离地表。

第一种方式引发大气逃逸的机制与流体逃逸相似，只不过波及范围较小。而大部分撞击侵蚀造成的大气逃逸都是由第三种方式引起的，撞击地点切线平面上方的大气层所产生的逃逸效果最大。

## 太阳系主要的大气逃逸过程

### 地球
地球大气层每秒会逃逸约3（6.6磅）的氢气，主要机制是电荷交换逃逸（60～90％）、金斯逃逸（10～40％）和极风逃逸（10～15％）。同时地球大气每秒还会失去约50克（1.8盎司）的氦气，主要通过极风逃逸。其余气体成分的逃逸则少得多。2017年一个日本研究团队发现证据显示月球上有源自地球的氧离子。
在10亿年后，太阳的辐射量会增加10％，会显著增加地球上的水分蒸发，而且会增加紫外线光解水蒸气并使其以氢气的形态逃逸到外太空，最终会导致所有的海洋干涸:159。

### 金星
近年来的科学模型发现金星上的氢气逃逸几乎完全基于超热机制，主要是光化反应和与太阳风的电荷交换。氧气逃逸主要源于电荷交换和溅射逃逸。金星特快车的测量发现日冕物质抛射的增强会造成1.9倍的逃逸率提升。

### 火星
早期的火星遭受了多次小型撞击侵蚀事件，而MAVEN的近期观察认为火星大气在过去40亿年间因为超热逃逸损失了66％的氩-36，同时还有约0.5巴（50千帕斯卡）气体分压的二氧化碳。
MAVEN任务同时也探索了火星如今的大气逃逸率，发现金斯逃逸是火星氢气持续逃逸的重要机制，大概造成每秒160—1,800克（5.6—63.5盎司）的损失，但可被大气层下层的重力波、对流和沙尘暴显著影响。氧气损失则主要由超热逃逸引起，其中包括光化逃逸（约每秒1300克）、电荷交换逃逸（约每秒130克）和溅射逃逸（约每秒80克），总计约每秒1500克。其余更重的原子（如碳和氮）主要通过光化反应和太阳风流失。

### 木卫一和土卫六
木卫一和土卫三都拥有大气层且都各自有大气逃逸现象。虽然这两颗卫星都没有自身的磁场，但其公转的行星（木星和土星）都拥有很强的磁场可以在其轨道在弓形震波下的时候保护其不受太阳风的影响。但土卫三的轨道约有一般时间在弓形震波之外，因此会完全暴露在太阳风的冲击下，使得氢气获得动能出现逃逸，这些逃逸的氢气会滞留在土卫三后方的轨道上形成一个环绕土星的气体环面。木卫一则会在围绕木星旋转时遇到等离子云并引发溅射释放钠粒子，并在木卫一的部分轨道中产生一个香蕉状的钠离子云。

## 系外行星的大气逃逸
对系外行星的研究通常会测量大气逃逸来估算其大气成分和行星宜居性。最常见的方法是莱曼-α线吸收。就像系外行星通常是通过远处恒星的亮度降低（凌）来发现一样，关注与氢吸收有关的波长可以用来描述系外行星周围的氢含量。这种方法发现热木星HD 209458 b和HD 189733 b以及热海王星Gliese 436 b都会遇到显著的大气逃逸。
哈勃太空望远镜在2018年发现大气逃逸还可以通过1083nm氦原子三重态来测量。相比基于紫外线的莱曼-α线，这个波长更容易让陆基高清光谱学获取，且氦原子三重态的优势是不会像莱曼-α线那样被消光显著影响，但使用氦的劣势是必须了解到氢—氦比例才能准确建立大气逃逸模型。氦逃逸的测量被用来研究许多大型系外行星（包括WASP-107b、WASP-69b和HD 189733 b）以及一些迷你海王星（如TOI-560 b和HD 63433 c）。

## 额外阅读
- Zahnle, Kevin J.; Catling, David C. . Scientific American. May 2009.
- Ingersoll, Andrew P. (2013). Planetary climates. Princeton, N.J.: Princeton University Press. ISBN 9781400848232. OCLC 855906548.
- Hunten, D. M. . Science. 1993, 259 (5097): 915–920. Bibcode:1993Sci...259..915H. S2CID 178360068. doi:10.1126/science.259.5097.915.
- Lammer, H.; Bauer, S. J. . Planetary and Space Science. 1993, 41 (9): 657–663. Bibcode:1993P&SS...41..657L. doi:10.1016/0032-0633(93)90049-8.